# Pocadicnemis carpatica
Pocadicnemis carpatica is een spinnensoort in de taxonomische indeling van de hangmatspinnen (Linyphiidae).
Het dier behoort tot het geslacht Pocadicnemis. De wetenschappelijke naam van de soort werd voor het eerst geldig gepubliceerd in 1894 door Chyzer.